# Flávio Conceição
Flávio Conceição (São Paulo, 12 juni 1974) is een voormalig Braziliaans voetballer.
Conceição begon zijn professionele carrière bij Palmeiras. In de jaren 1994-1996 kwam hij 40 keer voor deze club uit, waarbij hij in totaal 5 keer scoorde. Bij de Olympische Spelen van 1996 behaalde hij met Brazilië een bronzen medaille. Na dit toernooi stapte hij over naar de Primera División, bij de club Deportivo La Coruña.
Hij speelde daar 97 wedstrijden, waarbij hij 10 keer het net vond.

## Erelijst
- Deportivo La Coruña
  - Spaans Landskampioenschap: 1 (2000)
- Real Madrid
  - UEFA Champions League: 1 (2002)
  - UEFA Super Cup: 1 (2002)
  - Spaans landskampioenschap: 3 (2001, 2002, 2003)
  - Spaanse Supercup: 2 (2001, 2003)

## Statistieken
| Seizoen   | Club                | Land        | Competitie                    | Wedstrijden | Goals |
| --------- | ------------------- | ----------- | ----------------------------- | ----------- | ----- |
| 1993      | Rio Branco          | Brazilië    | Campeonato Brasileiro Série C | 22          | 2     |
| 1993/1996 | Palmeiras           | Brazilië    | Campeonato Brasileiro         | 52          | 5     |
| 1996/2000 | Deportivo La Coruña | Spanje      | Primera División              | 97          | 10    |
| 2000/2004 | Real Madrid         | Spanje      | Primera División              | 45          | 1     |
| 2003/2004 | Borussia Dortmund   | Duitsland   | Bundesliga                    | 14          | 1     |
| 2004/2005 | Galatasaray         | Turkije     | Süper Lig                     | 27          | 2     |
| 2005/2006 | Panathinaikos       | Griekenland | Alpha Ethniki                 | 14          | 1     |